# Acanthofrontia
Acanthofrontia is een geslacht van vlinders van de familie van de spinneruilen (Erebidae), uit de onderfamilie van de beervlinders (Arctiinae). De soorten binnen dit geslacht komen in tropisch Afrika voor.

## Soorten
- A. anacantha Hampson, 1914
- A. atricosta Hampson, 1918
- A. bianulata (Wichgraf, 1922)
- A. dicycla Hampson, 1918
- A. frontalis Strand, 1909
- A. lithosiana Hampson, 1910